# 森村グループ
森村グループ（もりむらグループ）は、第二次世界大戦前の森村財閥の流れを汲む企業グループ。

## 概要
中核企業はノリタケ（ノリタケ株式会社。旧・ノリタケカンパニーリミテド）。株式の持ち合いはほとんどなく、森村銀行を吸収した三菱銀行（現・三菱UFJ銀行）との関係が深い。
「世界最大のセラミックス企業グループ」であり、東京証券取引所プライム上場企業の中で陶磁器売上高上位5社のうち1、3～5位を森村グループのTOTO、日本特殊陶業、日本ガイシ、ノリタケの順に占めている。また、2位のLIXILの前身のINAXも、後述する経緯で離脱する前はかつては森村グループに属していた。また「一業一社」という理念の下で独立を進めた経緯から各企業が得意分野を持ち、それぞれが衛生陶器、スパークプラグ、がいし、洋食器の各分野で売上が国内トップである。
グループ企業は「森村十社会」という集まりを形成しており、毎年春と秋に各社の常務以上の定例会が開かれてきた。この中には現在は存在しない会社もあるが、今も一部ではこの呼び名が使われている。これはTOTO、ノリタケカンパニーリミテド、日本ガイシ、日本特殊陶業、INAX、共立マテリアルの上場企業6社と、森村商事、大倉陶園、株式会社ノリタケ（2000年に吸収され、後のノリタケテーブルウェア）、日東石膏（1985年にノリタケカンパニーリミテドが吸収）の4社、計10社で構成されていた。
森村グループを実質的に統括しているのは、森村一族が経営権を掌握している森村商事であり、森村商事の社外取締役に、TOTO、日本特殊陶業、日本碍子、ノリタケのそれぞれ会長が就任している。
2019年には森村グループ4社が、固体酸化物燃料電池（SOFC）の合弁会社「森村SOFCテクノロジー」を新設。2021年12月に森村商事が同社に出資して、現在は森村グループ5社の出資となっている。

## 主要なグループ企業
- ノリタケ - 高級陶磁器・砥石メーカー、森村グループの中核企業。
  - 共立マテリアル - セラミックス原料の製造・販売
  - 日本レヂボン - 研削砥石の製造・販売
- TOTO - 衛生陶器・温水洗浄便座等の製造・販売
- 日本ガイシ - がいし・セラミックスの製造・販売
- 日本特殊陶業 - スパークプラグ、半導体パッケージ、産業関連部品、医療関連機器の製造・販売
  - 森村SOFCテクノロジー - 森村グループ5社（日本特殊陶業・TOTO・日本ガイシ・ノリタケ・森村商事（出資比率順））の合弁。固体酸化物形燃料電池の製造・販売
- 大倉陶園 - 高級陶磁器（主に食器）の生産
- 森村商事 - 窯業・耐火物原料、航空機材、機械プラント、食品、生活用品等の輸出入及び国内販売（かつての森村財閥の中核企業）

## 合併再編により消滅した企業
- ノリタケ - 株式会社ノリタケ。2000年にノリタケリビングに吸収され、ノリタケテーブルウェアとなる。
- 日東石膏 - 1985年にノリタケカンパニーリミテドにより吸収された。2001年にノリタケジプサムとして再分社。
- ノリタケジプサム - 2008年にノリタケ機材に吸収された。
- ノリタケテーブルウェア - 旧・株式会社ノリタケの後身。2009年にノリタケカンパニーリミテドに吸収された。
- ノリタケ機材 - 2010年にノリタケカンパニーリミテドに吸収された。
- ノリタケセラミックス - 2010年にノリタケカンパニーリミテドに吸収された。

## 過去に所属していた企業
- INAX - トステムなどと経営統合。2011年、トステムなどとの合併により誕生したLIXILの1ブランドに。